# Cutilas
Cutilas (em grego: Κουτίλας; romaniz.: Koutílas; 537) foi um oficial bizantino de origem persa, ativo durante o reinado do imperador Justiniano (r. 527–565). Era originário da Trácia. Doríforo da guarda de Belisário, aparece em 537, quando lutou em junho fora da Porta Pinciana contra os godos de Vitige (r. 536–540), que estavam sitiando Roma. Foi ferido na cabeça com um dardo e continuou lutando, mas depois morreu após a remoção da arma.